# Próspero García-Gallardo
Próspero García-Gallardo Vélez (Burgos, 8 de julio de 1905 - Burgos, 1991) fue un pintor español.

## Biografía
Tras obtener el Bachillerato y estudiar algunos años en Suiza, en 1924 Próspero García-Gallardo comenzó los estudios de Derecho, aunque nunca llegaría a ejercer como abogado, trabajando como agente comercial y director de la delegación en Burgos de la compañía de seguros y reaseguros  La Unión y el Fénix. Ostentaba la representación consular de la República Francesa en Burgos.
Contrajo matrimonio con Genoveva Martín-Cobos Lagüera y se acercó más al mundo de la pintura, que ya conocía por ser su tío el también pintor Luis Gallardo Pérez. Otros pintores como Marceliano Santa María o Eduardo Chicharro (quien vivió en su casa durante varios meses durante la Guerra Civil) le animaron a seguir pintando, actividad que pasados los años le ocuparía la mayor parte de su tiempo.
García-Gallardo expuso obra regularmente desde los años cuarenta, dedicándosele ya en los años ochenta diferentes exposiciones individuales.
También se dedicó a la literatura, llegando a publicar un buen número de artículos en distintos medios periodísticos. Asimismo tuvo como aficiones la natación, la aviación y el montañismo.

## Obra
El propio pintor llegó a definir su obra como "un neoimpresionismo dentro de una pintura ambiental, en la que se da más importancia a los valores de la luz; y al color, dentro, asimismo, de matices puramente lumínicos".
García-Gallardo pintaba del natural, dedicando una especial atención a las vibraciones de luz, conseguida a través de un uso de colores lo más puros posibles. La mayor parte de su producción son óleos con paisajes rurales de la provincia de Burgos.